# Gubbio
Gubbio és una ciutat italiana a l'Úmbria, a la província de Perusa, amb 32.804 habitants l'any 2008.

## Història
Va ser una ciutat dels umbres amb el nom d'Iguvium. Es trobava a la part oest dels Apenins, no gaire lluny de la carena central i a l'esquerra de la via Flamínia.
Les Taules d'Iguvium descobertes el 1444 (propietat de la ciutat des del 1456) van ser importants per la comprensió de la llengua dels umbres. L'any 295 aC es va aliar a Roma i el 111 aC és esmentada com una ciutat lliure sota domini romà. L'any 89 aC els seus habitants van obtenir la ciutadania romana i la ciutat va ser declarada municipium. Titus Livi l'esmenta com la ciutat elegida pel senat romà per acollir al rei d'Il·líria Genci, que havia estat enviat en confinament a Spoletum però la ciutat no l'havia volgut rebre. A la guerra civil entre Juli Cèsar i Gneu Pompeu la va ocupar el pretor Quint Minuci Terme amb cinc cohorts, però en acostar-se Gai Escriboni Curió amb tres cohorts, Minuci terme es va retirar. Va conservar el seu rang municipal durant l'Imperi però per la seva situació aïllada a les muntanyes i distant de les vies importants, no va ser mai gaire important. Sili Itàlic diu que acostumava a estar rodejada de boires. Des del 416 va ser la seu d'un bisbe i va prosperar.
Caigut l'Imperi Romà va passar als ostrogots i l'any 552 Tòtila la va destruir per ser tot seguit reconstruïda per l'Imperi Romà d'Orient al mont Inginus (abans era a la plana). L'any 772 els longobards la van ocupar.
Pipí el Breu, primer, i Carlemany després, la van incloure en el territoris cedits a l'Església, i la van governar els seus bisbes fins a la segona meitat del segle xi, quan l'autoritat del Comú, format per les famílies burgeses locals, i de tendència gibelina, es va afermar; la política expansiva de la ciutat, llavors anomenada Agobbio, la va enfrontar amb Perusa (Perugia); una confederació de ciutats dirigida per Perusa va atacar Gubbio l'any 1151, però miraculosament van ser derrotats, cosa que es va atribuir a la intercessió divina a través del bisbe Ubaldo Baldassini (1080-1160).
L'any 1163 l'emperador Frederic I va sancionar el reconeixement jurídic de Gubbio sota tot el territori que dominava; el 1191 Enric IV va absoldre la ciutat per un acte de rebel·lió contra l'emperador i va reconèixer i ampliar la concessió de Frederic I.
En els següents anys Gubbio va controlar el territori fins a Cagli i Certaldo. Al segle xii el govern dels cònsols, representants de la burgesia local, va ser substituït per un podestà que representava al comú i exercia el poder únic que abans es repartien els cònsols. El 1237 es va produir una revolta contra l'Imperi i cap al el 1250 els treballadors i artesans, enfrontats amb el govern del Comú, van crear el seu propí comú (Comune del popolo) que organitzava les seves pròpies assemblees legislatives i nomenava el seu propi cap (el capitano del popolo).
Els enfrontaments amb Perusa van ser freqüents i el 1257 els perugians van obtenir venjança de la seva derrota del 1151 i van ocupar part dels dominis de Gubbio. Això va donar el poder als güelfs el 1263 després de tants anys de ser un baluard gibelí. El territoris perduts van retornar pel tractat de pau de 1273. El Papa va reconèixer a Gubbio (ara al seu bàndol) el domini de Pergola, Montesecco i Serra San Abbondio.
El 23 de maig del 1300 els gibel·lins van prendre el poder a la ciutat però ràpidament les milícies de les famílies burgeses güelfes dels Orsini i Gabrielli el van recuperar. El 1338 es va aprovar el nou estatut ciutadà que permetia ser elegit per les magistratures independentment de ser güelf o gibelí sempre que els elegits fossin nobles i tinguessin una renda mínima.
L'any 1351 Giovanni Gabrielli, d'una de les principals famílies locals, va exercir de fet com a senyor, però el 1354 la ciutat la va assetjar i ocupar el cardenal Albornoz, legat pontifici, al qual es va sotmetre el cap local Cantuccio Gabrielli. En els anys següents el govern va oscil·lar entre una senyoria de fet, el govern del poble i el bisbe. El 1376 la ciutat es va revoltar i es va fer independent del Papa però el 1381 el bisbe Gabriel Gabrielli, de la família local dels Gabrielli, va aconseguir el poder que va exercir en forma absoluta com a senyor i va rebre el suport del Papa; però els ciutadans es van revoltar un altre cop el 1383 i van anul·lar les decisions del bisbe que va assetjar la ciutat l'any 1384. Els rebels es van entregar al cap d'un mes a Antoni II Montefeltro que després va ser reconegut com a governant pel Papa (1390) i va governar fins al 1404. El comú va desaparèixer i els Montefeltro van exercir la senyoria com a vicaris pontificis.
Amb els Montefeltro va venir una nova època de pau i de prosperitat. L'any 1508 els Della Rovere van substituir als Montefeltro fins al 28 d'abril de 1631 quan va morir el darrer duc Francesco Maria della Rovere, i el ducat va passar a l'Església.
En el període napoleònic les tropes de la República Cisalpina i els francesos van ocupar la ciutat, que van unir a la República Romana i després al Regne d'Itàlia. El 1814 va tornar a l'Església.
El 1831 es va revoltar contra els Estats Pontificis i es va establir un govern revolucionari que va durar 40 dies; el 14 de setembre de 1860 van entrar a la ciutat les forces del general Cadorna. Gubbio va passar a formar part de la província de Perugia.
El 22 de juny de 1944 els alemanys van fer una matança de 40 persones en represàlia per una acció de la resistència; el 25 de juliol de 1944 els aliats van entrar a la ciutat.